# Port lotniczy Palermo
Port lotniczy Palermo (znany także jako: Port lotniczy Falcone-Borsellino oraz Port lotniczy Punta Raisi; wł.: Aeroporto Internazionale Falcone-Borsellino Palermo, Aeroporto Punta Raisi) – międzynarodowy port lotniczy położony 35 km na zachód od Palermo.
Największy port lotniczy na Sycylii. W 2006 obsłużył 4 280 614 pasażerów. Nazwa upamiętnia Giovanniego Falcone i Paolo Borsellino – dwóch włoskich antymafijnych sędziów zamordowanych przez mafię w 1992.

## Linie lotnicze i połączenia
| Linia Lotnicza        | Kierunek |
| --------------------- | --- |
| Aegean Airlines       | Sezonowo: 1. Ateny |
| Aeroitalia            | 1. Rzym-Fiumicino |
| Air France            | Sezonowo: 1. Paryż-Charles de Gaulle |
| Air Serbia            | Sezonowo: 1. Belgrad |
| Austrian Airlines     | Sezonowo: 1. Wiedeń |
| British Airways       | Sezonowo: 1. Londyn-Heathrow |
| Condor                | 1. Rzym-Fiumicino |
| DAT                   | 1. Lampedusa 2. Pantelleria |
| EasyJet               | 1. Amsterdam 2. / Bazylea 3. Mediolan-Malpensa 4. Neapol 5. Paryż-Charles de Gaulle Sezonowo: 1. Genewa 2. Londyn-Gatwick 3. Londyn-Luton 4. Lyon 5. Nicea 6. Paryż-Orly 7. Porto |
| EgyptAir              | Sezonowe czartery: 1. Szarm el-Szejk |
| Eurowings             | Sezonowo: 1. Kolonia/Bonn 2. Düsseldorf 3. Stuttgart |
| Iberia                | Sezonowo: 1. Madryt |
| ITA Airways           | 1. Mediolan-Linate 2. Rzym-Fiumicino |
| Jet2.com              | Sezonowo: 1. Birmingham 2. Manchester 3. Newcastle upon Tyne (od 26 maja 2026) |
| LOT                   | Sezonowe czartery: 1. Warszawa-Chopin |
| Lufthansa             | 1. Frankfurt 2. Monachium |
| Luxair                | Sezonowo: 1. Luksemburg |
| Neos                  | Sezonowo: 1. Nowy Jork-JFK |
| Norwegian Air Shuttle | Sezonowo: 1. Kopenhaga 2. Sztokholm-Arlanda |
| Ryanair               | 1. Barcelona 2. Bari 3. Paryż-Beauvais 4. Mediolan-Bergamo 5. Berlin 6. Bolonia 7. Budapeszt 8. Cagliari 9. Bruksela-Charleroi 10. Kolonia/Bonn 11. Forlì 12. Genua 13. Kraków 14. Londyn-Stansted 15. Madryt 16. Marsylia 17. Memmingen 18. Mediolan-Malpensa 19. Neapol 20. Norymberga 21. Perugia 22. Piza 23. Rzym-Fiumicino 24. Triest 25. Turyn 26. Walencja 27. Wenecja 28. Werona 29. Wrocław Sezonowo: 1. Alghero 2. Brindisi 3. Bukareszt 4. Cuneo 5. Dublin 6. Edynburg 7. Frankfurt-Hahn 8. Karlsruhe/Baden-Baden 9. Parma 10. Poznań 11. Rimini 12. Wiedeń |
| SAS                   | Sezonowo: 1. Kopenhaga 2. Oslo-Gardermoen 3. Sztokholm-Arlanda |
| Sky Alps              | 1. Mostar |
| Smartwings            | Sezonowe czartery: 1. Katowice 2. Praga 3. Warszawa-Chopin |
| SWISS                 | 1. Zurych |
| Transavia             | 1. Paryż-Orly Sezonowo: 1. Lyon 2. Marsylia 3. Nantes 4. Rotterdam |
| TUI fly Belgium       | Sezonowo: 1. Bruksela |
| Tunisair              | 1. Tunis |
| Turkish Airlines      | 1. Stambuł |
| United Airlines       | Sezonowo: 1. Newark |
| Volotea               | 1. Ankona 2. Florencja 3. Neapol 4. Werona Sezonowo: 1. Ateny 2. Bordeaux (od 12 kwietnia 2024) 3. Brest-Bretagne (od 19 kwietnia 2024) 4. Deauville 5. Lille 6. Lourdes 7. Lyon 8. Nantes 9. Nicea 10. Olbia 11. Santorini 12. Strasburg 13. Tuluza 14. Zakintos |
| Vueling Airlines      | 1. Barcelona |
| Wizz Air              | 1. Warszawa-Modlin (od 16 grudnia 2025) |

## Wypadki
- Katastrofa lotu Alitalia 112
- Katastrofa lotu Alitalia 4128
- Katastrofa lotu Tuninter 1153